# Rắn lục đuôi đỏ
Rắn lục đuôi đỏ (danh pháp hai phần: Trimeresurus albolabris) thuộc họ Rắn lục (Viperidae), bộ Có vảy (Squamata), có ba phân loài được công nhận, kể cả loài được chỉ định ở đây.

## Hình dáng
Đây là loài cực độc trong số các loại rắn lục, mình xanh và cuối đuôi có màu nâu đỏ, chiều dài tối đa khoảng 60 cm với cân nặng khoảng 300gram. 
Tổng chiều dài con đực 600 mm, con cái dài 810 mm; chiều dài đuôi con đực 120 mm, con cái 130 mm.
Trong trường hợp hi hữu, có những con sống lâu nặng gần 500 gr

## Sinh thái và tập tính
Đây cũng là loài đặc biệt vì trong họ hàng nhà rắn lục chỉ có rắn lục đuôi đỏ là loại đẻ con, chúng không giống một số loài rắn khác ấp trứng mà sau khi trứng được thụ tinh thì ở lại ngay trong bụng rắn mẹ và quây thành bào thai riêng biệt như của loài thú, trong thời gian ấp trứng rắn mẹ vẫn sinh hoạt bình thường, nhưng lúc sinh con ra là lúc phần bụng chỗ hậu môn sẽ rách ra và toàn bộ số rắn con sẽ chui ra, lúc đó cũng là lúc kết thúc cuộc đời rắn mẹ. Lúc rắn mẹ mang thai thì do cấu tạo đặc biệt nọc độc của nó tập trung nhiều nhất và hung dữ nhất.Phần lớn thời gian sống trên cây, vì thế nên da có màu xanh để có thể dễ dàng ngụy trang. Thị lực của rắn lục rất tốt vào ban đêm nhưng ngược lại ban ngày thì thị lực yếu.

## Phân bố
Loài rắn này sinh sống chủ yếu trên khu vực núi cao và trong các khu rừng sâu thuộc dãy Trường Sơn, vùng núi thuộc khu vực Tây bắc Việt Nam, hiện nay Cần Thơ cũng có nhưng rất ít đa số được phát hiện vào mùa mưa lũ. Vừa rồi ở Quảng Ngãi và ở Nam Đàn - Nghệ An cũng có. Vào mùa thu đông năm 2014 mới đây, chúng đã phân bố đến thành phố Đà Nẵng.

## Tình trạng tại Việt Nam
Hiện nay ở Việt Nam, loài này đang gia tăng về số lượng. Năm 2014 chúng xuất hiện ở nhiều khu dân cư và tấn công đồng loạt trên diện rộng ở Việt Nam, nguyên nhân là do tác động của hiện tượng biến đổi khí hậu.

## Hình ảnh

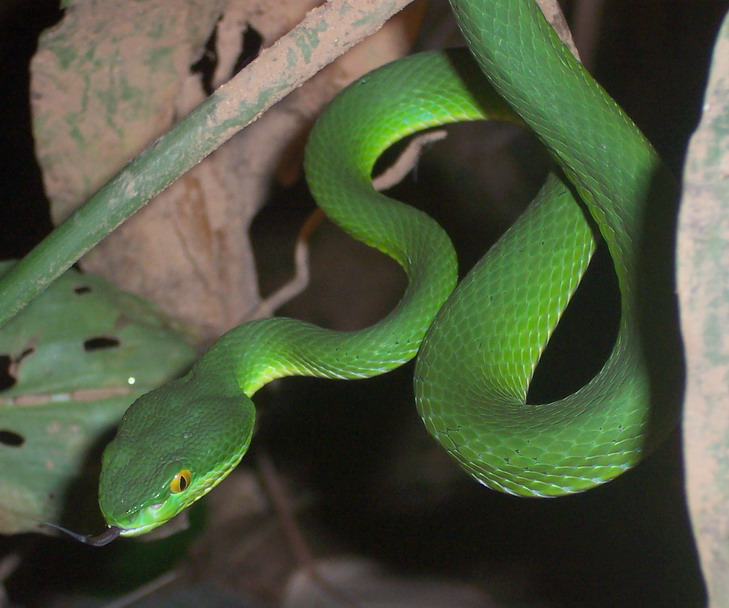
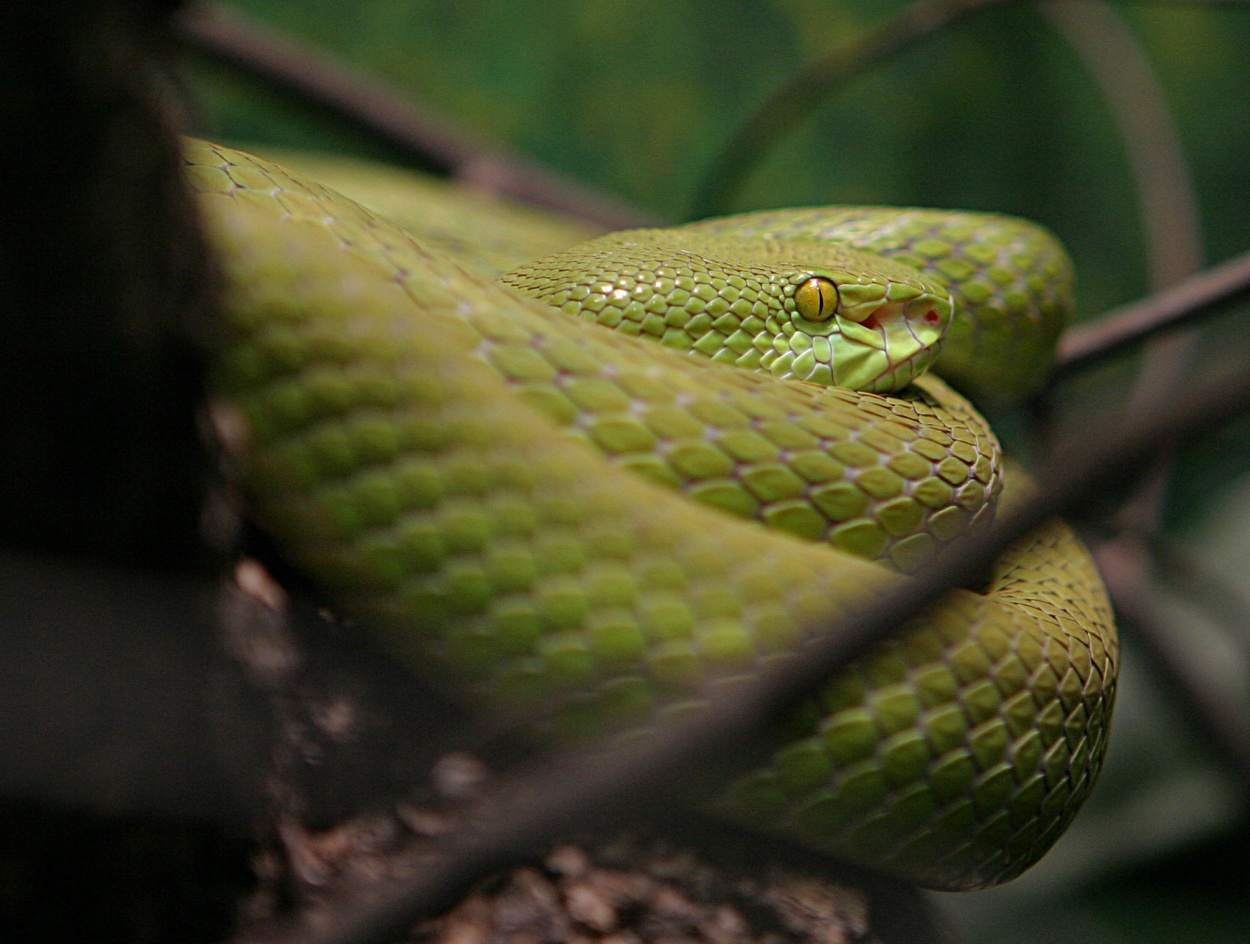
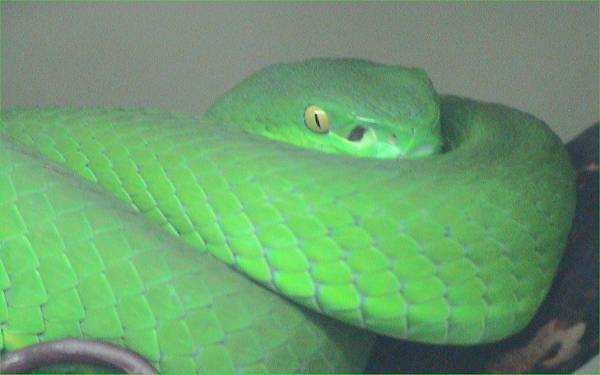